# شهرستان ولگودونسکوی
شهرستان ولگودونسکوی (به لاتین: Volgodonskoy District) یک شهرستان در روسیه است که در استان روستوف واقع شده‌است.